# Americká akita
Americká akita (anglicky: American Akita), často označován jako Velký japonský pes, je psí plemeno pocházející z horských oblastí největšího ostrova Japonska Honšú, z oblasti Akita. Podle této oblasti dostal pes své pojmenování.

## Původ plemene
Počátky historie plemene Americké akity sahající do doby 5000 let před naším letopočtem se shodují s vývojem plemene Akita Inu. Předkové Americké akity, Akita Matagi, byli středně velcí psi určení k lovu medvědů. V době popularity psích zápasů (přelom 19. a 20. století) byly akity kříženy s plemeny tosa a mastif za účelem zvýšení mohutnosti a agresivity, a následně používáni jako bojoví psi. Tímto se počet chovných psů začal rapidně snižovat a plemeno Akita téměř vymizelo. Zákazem psích zápasů se plemeno zachovalo a bylo dále šlechtěno. V roce 1927 byl založen klub chovatelů Akit a v roce 1931 bylo několik jedinců akit prohlášeno za národní památku.
Během druhé světové války byly akity používány jako kožešinová zvířata pro ošacení vojenských jednotek, čímž byl počet psů plemene akita drasticky zredukován.
První závlek Akity do Spojených států má na svědomí Helen Kellerová, jež v roce 1937 přivezla první pár plemene Akity.
Po válce se do Spojených států spolu s vojenskými jednotkami dostala řada akit z linie Dewa. U této linie se projevovaly charakteristické znaky vlivu mastifa a německého ovčáka. V roce 1956 byl založen Akita Club of America, samotné plemeno Americká akita uznal American Kennel Club roku 1972.

## Celkový vzhled
Velký pes robustní konstituce, celkově mohutný a silné kostry. Pro Americkou akitu je charakteristická široká hlava ve tvaru trojúhelníku s malýma tmavě hnědýma očima a poměrně malýma vztyčenýma ušima směřujícíma dopředu. Poměr kohoutkové výšky k délce trupu je 9:10 u psů a 9:11 u fen. Končetiny jsou silných kostí a jsou silně osvalené. Akita má patrovou srst s hustou jemnou podsadou, která je kratší než srst krycí. Délka srsti na kohoutku a zádi přesahuje délku srsti na ostatních částech těla s výjimkou ocasu. Barva osrstění je jakákoliv barva jako červená, žlutá, bílá, žíhaná ,... s maskou nebo bez ní. Mohutný, bohatě osrstěný zatočený ocas je vysoko nasazený a nesený nad hřbetem nebo ke slabině.

## Povaha plemene
Americká akita je velice hrdý, přátelský a oddaný pes, který potřebuje být právoplatným členem domácnosti. Je vysoce inteligentní a rychle se učí. Je ostražitý a zbytečně neštěká. Dokáže rozpoznat reálné nebezpečí od projíždějícího cyklisty. Psi se vyznačují sociální dominantností a nesmlouvavě chrání své území.
Pro svou tvrdohlavou, panovačnou povahu a značnou fyzickou sílu by měl pes dostat správný výcvik od zkušeného kynologa. Dominantnosti je třeba předcházet již ve věku štěněte, a to jeho socializací, aby se nemohla v dospělosti projevit nežádoucí agresivita vůči ostatním psům. Totéž platí i ve vztahu k chovateli, který by měl umět psa podřídit. Pro svou dominantnost a vysoký práh bolesti není vhodný výcvik donucovacími metodami. Pro úspěšný výcvik je vhodnější použití motivační metody.

## Uplatnění plemene
Pro svou vysokou inteligenci, snadnou učenlivost a vynikající čich je Americká akita využívána v záchranářství i jako policejní pes. Akity si našly uplatnění také v canisterapii. Nejčastěji je však chována jako společenský pes.